# Маркаколь (село)
Маркаколь (каз. Марқакөл, до 2016 г. — Теректы, до 8 сентября 1992 г. — Алексеевка) — административный центр Маркакольского района Восточно-Казахстанской области Казахстана. Административный центр Маркакольского сельского округа. Код КАТО — 635235100.

## Население
В 1999 году население села составляло 5020 человек (2439 мужчин и 2581 женщина). По данным переписи 2009 года, в селе проживало 3489 человек (1680 мужчин и 1809 женщин).